# Rayman Legends
A Rayman Legends egy 2013-ban kiadott platform videojáték, amit az Ubisoft és annak leányvállalata, az Ubisoft Montipellier fejlesztett ki.
Ez a Rayman sorozat ötödik fő címe és a 2011-es Rayman Origins játék közvetlen folytatása. A játék 2013 augusztusában és szeptemberében jelent meg Microsoft Windows, PlayStation 3, Xbox 360, Wii U és PlayStation Vita platformokra. A PlayStation 4 és az Xbox One verziói 2014 februárjában jelentek meg.  A Nintendo Switch port Rayman Legends Definitive Edition címmel jelent meg Észak-Amerikában, Európában és Ausztráliában 2017. szeptember 12-én. 
A Rayman Legendst az Electronic Entertainment Expo (E3) 2012-en jelentették be a Wii U számára, és azt a konzol indító ablakában tervezték kiadni. A játék azonban késett, és több hónappal később több platformon is megjelent a ZombiU pénzügyi kudarca miatt.
A Rayman Legends kritikus elismerést kapott a kiadáskor. A kritikusok dicsérték a játék látványvilágát, szinttervét, vezérléseit, filmzeneit, az általános játékmenetet és a nagy mennyiségű tartalmat. Néhány kritikus odáig jutott, hogy a Rayman Legends-t az egyik legjobb platforming videojátéknak nevezte, és a játék számos díjat nyert videojáték-kiadványokból. A játék megjelenése elején lassú volt az értékesítés, de jól értékesítették, és alig egy évvel később hozzájárultak a társaság eredményéhez.
A játék a Rayman Origins játékstílusát folytatja, amelyben akár négy játékos (a formátumtól függően) egyszerre jut át a különböző szinteken. Az összegeket úgy lehet összegyűjteni, hogy megérintjük őket, legyőzzük az ellenséget vagy kiszabadítjuk az elfogott tizenéveseket. A Teensies gyűjtése új világokat nyit meg, amelyeket tetszőleges sorrendben lehet játszani, amint rendelkezésre állnak. Rayman, Globox és a játszható karakterként visszatérő Teensies-ekkel együtt a játékosok most irányíthatják Barbara és nővérei új női karakterét, miután kimenekítik őket bizonyos szakaszokból. 
A főbb játszható karaktereken kívül segítő karakterként Murfy a greenbottle, aki először a Rayman 2: The Great Escape című filmben jelent meg. Murfy különféle műveleteket hajthat végre, például kötelek átvágását, mechanizmusok aktiválását, az ellenségek megragadását és segítséget a Lums összegyűjtésében. Ezek olyan szintek széles skáláját kínálják, amelyeken az együttműködés előrehaladásához szükség van.  A játék Wii U, PlayStation Vita és PlayStation 4 verzióiban egy további játékos érintésvezérlőkkel közvetlenül vezérelheti a Murfyt, a Wii U GamePad, a Vita elülső érintőképernyője, illetve a Dual Shock 4 érintőpad segítségével.  Egyjátékos módban a vezérlés egyes szakaszokban Murfy-re vált, míg a számítógép vezérli a játékos karakterét.  A játék PlayStation 3, Xbox 360, Xbox One és PC verzióiban Murfy automatikusan elmozdul, és gombok vezérlésével megkérhetik bizonyos objektumokkal való interakcióra.  További újdonságok: olyan részek, ahol a játékosok lövedék ököllel lőhetnek ellenségekre, és olyan ritmus alapú szinten, amely olyan dalok borítójára áll, mint a " Black Betty ", " Eye of the Tiger " és " Woo-Hoo ".
A játék több mint százhúsz szintet tartalmaz, beleértve az eredeti Rayman Origins negyven újraszerkesztett szintjét, amelyeket a Lucky Tickets megszerzésével lehet kinyitni, amellyel további Lums és Teensies is nyerhető. Bizonyos szintek tartalmazzák az újraszerkesztett 'Invaded' verziókat, amelyeket a lehető leggyorsabban el kell készíteni. A játék napi és heti kihívási szakaszokat is kínál, amelyek során a játékosok ranglistán keresztül versenyezhetnek más játékossal olyan kihívásokban, mint például bizonyos számú Lum rövid idő alatt történő összegyűjtése, vagy a leghosszabb túlélése a színpadon. További kihívási szakaszok érhetők el a játékos „félelmetes” minősítésének emelésével, amely növekszik a Teensies megmentésével megszerzett trófeák összegyűjtésével, minden szinten nagy számú összeg összegyűjtésével vagy a kihívás végén magas ranglistával. Egy helyi többjátékos focimeccs, a Kung Foot is szerepel, amely során a játékosok támadásokkal ütnek meg egy futballt az ellenfél kapujába.

## Cselekmény
A cselekmény egy évszázaddal a Rayman Origins eseményei után játszódik. Rayman, Globox és a Teensies azóta alszik. Ezalatt az idő alatt a Bubble Dreamer rémálmai egyre erősebbé és számosabbá váltak, és a Bűvész (aki túlélte a Rayman Origins robbanását) is, aki öt "Dark Teensies" -re szakadt. Raymant és barátait Murfy barátjuk ébreszti fel, aki elmondja nekik a rossz híreket, és elmondja nekik, hogy a föld tíz hercegnőjét (Barbarát is beleértve) és a Tizenéveseket a rémálmok és a Sötét Tizenévesek elfogták. Rayman, Globox, a Teensies és Murfy nekiláttak, hogy legyőzzék ezeket az új fenyegetéseket. Miután legyőzte a Sötét Tizenéveseket, és a legrosszabb rémálmok ellen küzdött, Rayman és barátai az Olympus Maximushoz mennek, és óriási sötét energiafelhővel állnak szembe. Miután a lény megsemmisült, és az utolsó Dark Teensie-t a Holdra küldték, a kreditek gördülnek. Ha négyszáz tinédzsert megmentenek, a játékos kinyitja a játék utolsó világát, az Living Dead Party-t. A befejezés után a rémálmok legyőzhetők, a játékost tízezer összeggel és hat új inváziós festménnyel jutalmazzák. Amint a játékos megment mind a hétszáz (vagy nyolcszázhuszonhatot a Nintendo Switch változatban) tizenéveseket, kinyitják az arany Teensie-t.

## Fordítás
Ez a szócikk részben vagy egészben  a   Rayman Legends című angol Wikipédia-szócikk ezen változatának fordításán alapul.  Az eredeti cikk szerkesztőit annak laptörténete sorolja fel. Ez a jelzés csupán a megfogalmazás eredetét és a szerzői jogokat jelzi, nem szolgál a cikkben szereplő információk forrásmegjelöléseként.